# Roselle (sito archeologico)
Roselle (Rusel in etrusco; Rusellae in latino; Ρουσέλλαι in greco antico) è stata un'antica città di origini etrusche situata nel comune di Grosseto. I resti archeologici si trovano nei pressi della moderna frazione omonima. Nel 2016 l'area archeologica ha fatto registrare 18 716 visitatori.

## Storia
Roselle era situata a 10 km da Grosseto, nel punto di passaggio tra la valle dell'Ombrone e la Piana Grossetana, sulla riva dell'antico lago Prile, ed era un'antica lucumonie dell'Etruria centrale, membro della dodecapoli etrusca.
Conserva una sovrapposizione di edifici e mura appartenenti alla fase etrusco-villanoviana, a quelle successive della civiltà etrusca, e poi a quella romana. La scoperta di vasi attici a figure rosse testimonia i contatti commerciali della città con la Grecia e le colonie greche dell'Italia meridionale.
Fondata nel VII secolo a.C., venne citata da Dionigi di Alicarnasso fra le città che portarono aiuto ai Latini nella guerra contro Tarquinio Prisco. Si sviluppò a danno delle lucumonie vicine in particolare Vetulonia.
Nel 294 a.C. fu conquistata dai romani.
Divenne prima municipio romano e successivamente, con Augusto, colonia. A quest'epoca risalgono il Foro e la basilica,  un sistema di raccoglimento delle acque piovane e un edificio termale. Sono conservate anche tracce di un anfiteatro e di ville.
A partire dal VI secolo decadde come tutta la Maremma, flagellata dalla malaria. La città venne abbandonata fino alla bonifica della zona ad opera di Pietro Leopoldo alla fine del Settecento.
A partire dagli anni cinquanta i resti degli edifici antichi furono riportati alla luce per mezzo di una lunga campagna di scavi portata avanti dalla Soprintendenza archeologica della Toscana.

## Scavi archeologici

### Cinta muraria

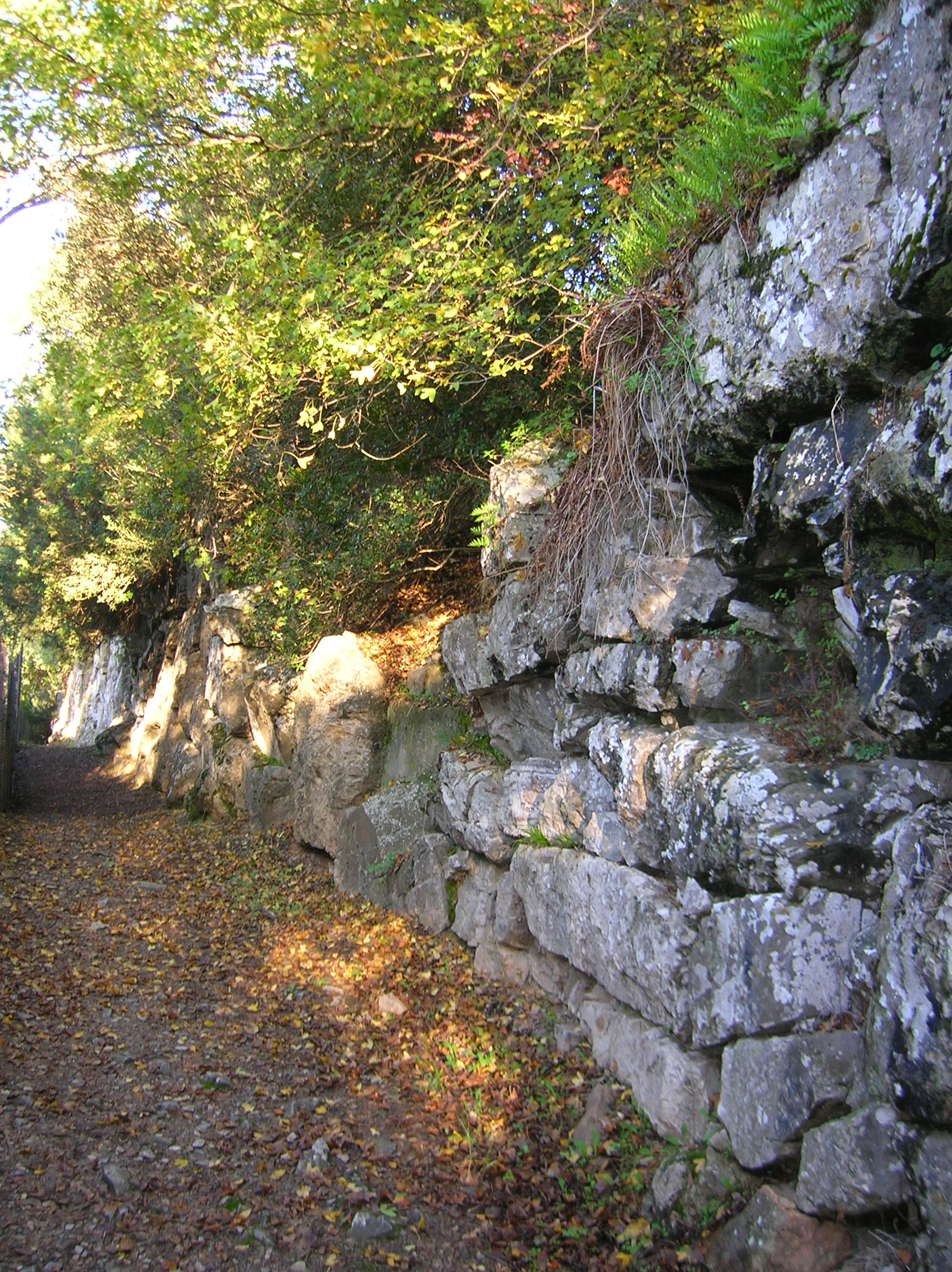
Le mura ciclopiche

La cinta muraria fu costruita dagli Etruschi tra il VII e il VI secolo a.C.
Il perimetro del circuito murario è di oltre 3 km, con altezza media di circa 7 m.

### Anfiteatro romano
Le prime tracce di frequentazione di questa area dell'insediamento si hanno con alcuni strati contenenti reperti di età villanoviana e di fine VII - inizi VI secolo a.C.
Nella parte sommitale della collina nord della città venne costruito l'anfiteatro nel corso del I secolo d.C. La terra tolta per creare l'arena fu utilizzata con molta probabilità come base per l'erezione degli ordini superiori dei posti.
L'edificio di forma ellittica presenta misure particolarmente ridotte (asse maggiore 38 m, asse minore 27 m). Gli accessi sull'asse maggiore E-O sono scoperti e delimitati da lunghi muri, fiancheggiati da piccoli vani coperti con volta a crociera, mentre quelli sull'asse N-S sono fiancheggiati da murature di minore lunghezza e sono coperti da volte a botte. Lateralmente ai due ingressi E-O si trovano due piccoli vani con copertura a volta a crociera.
La tecnica muraria in opera reticolata suggerisce una datazione agli inizi del I secolo d.C., confermata dal rinvenimento di ceramica sigillata aretina. All'interno dell'arena, lungo l'asse maggiore, sono state scoperte quattro pietre allineate a distanza regolare con dei fori che dovevano servire a dividerla per utilità sceniche.
Alcune murature tardoantiche sono state rinvenute in connessione ad una ricca serie di monete e rappresentano le uniche tracce antropiche tra l'età di Caligola e quella di Diocleziano.
Durante l'età altomedievale l'edificio diviene un recinto fortificato, grazie alle costruzioni realizzate utilizzando materiali di spoglio dagli edifici romani in rovina. In questo fortilizio sarebbe da riconoscersi un castrum tardoantico o altomedievale, creato a difesa dei territori bizantini di contro all'avanzata dei Longobardi.
L'area rimase occupata fino almeno al XVI secolo, così come testimoniano i vari frammenti di maiolica arcaica, ingobbiata e graffita e ceramica d'uso invetriata e smaltata rinvenuti al suo interno.
In estate si tengono alcune rappresentazioni teatrali, grazie all'acustica ancora eccellente.

### Domus dei Mosaici

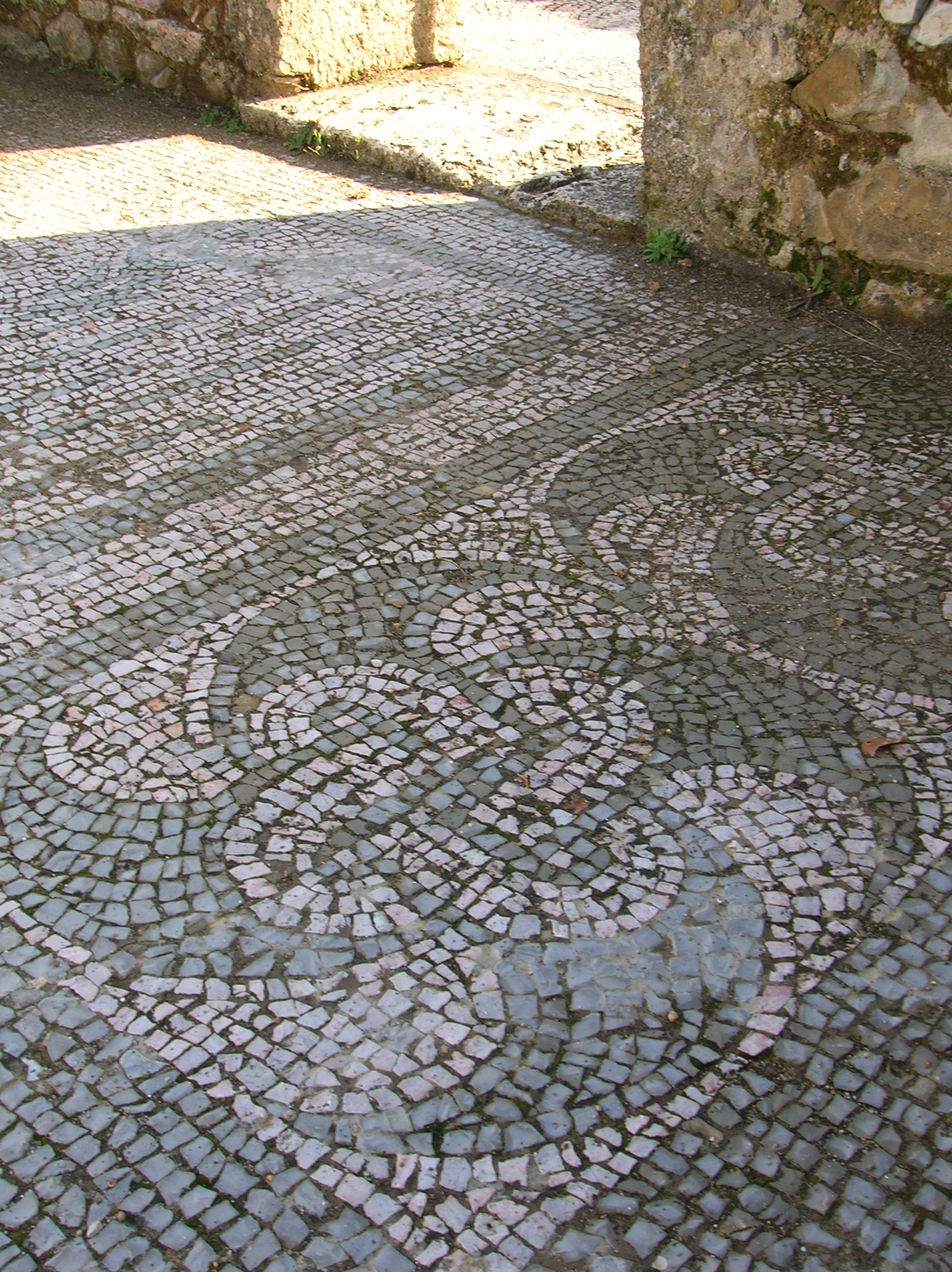
Un mosaico

Le prime tracce della domus risalgono ad età tardo-repubblicana e sono databili dopo le estese distruzioni a cui fu soggetta Roselle nel 90-80 a.C.
La planimetria dell'edificio non presenta differenze dalla canonica pianta della casa di tipo italico, caratterizzata dallo schema assiale a croce, quale risulta anche nella stessa Roselle da altri edifici scavati.
In età tiberiana la domus è soggetta a restauri ed abbellamenti estetici: fu ampliata e restaurata, oltre che arricchita delle tre statue di Tiberio, Livia e Druso minore. La stessa cronologia dovrebbe valere per le pavimentazioni in opus sectile rinvenute in un vano denominato 20 e a mosaico del vano detto 9.
Durante l'età claudia si ha una distruzione parziale, forse dovuta ad un incendio, seguita da un immediato restauro. Sempre alla stessa epoca (o forse alla fine della precedente) risale la costruzione del primo impianto termale nella metà meridionale e la casa, con le sue piccole terme annesse, diviene pubblica, data la sproporzione tra gli ambienti destinati ad uso termale e quelli a funzione prettamente residenziale.
In età tardo-adrianea o antonina la struttura è soggetta a pesanti riorganizzazioni con il rialzamento e l'ampliamento del complesso termale e dei suoi annessi: in questa fase si assiste alla posa in opera dei mosaici negli ambienti termali e nel tablinium. Altre modifiche influenzano la posizione delle colonne e della fontana del peristilio, mentre il piccolo laconicum fu ornato da decorazioni in stucco a rilievo ed altorilievo.
La domus subisce trasformazioni sostanziali tra il IV e il VII secolo, quando, in piena tardoantichità, si ha una bottega che occupa i precedenti ambienti abitativi. L'officina, riferibile ad un fabbro, ha restituito strati ricchi di ceneri di lavorazione, terre ricche di carbone e scorie disposte su quasi tutti i pavimenti, anneriti dagli stadi della lavorazione metallurgica. Inoltre i vari rinvenimenti di bronzo e di oggetti metallici hanno fatto ipotizzare che in questa officina non venissero prodotti oggetti ex novo, ma che fossero nuovamente fusi oggetti antichi, provenienti dalle tombe etrusche della necropoli e da edifici pubblici e privati di età romana.
Verso la fine del IV secolo l'officina e ciò che resta della domus sono abbandonate e nel corso del VI secolo si assiste a sepolture di infanti che si impostano al di sopra dei livelli di crollo.
Nella parte più prossima al foro si hanno anche labili strutture a secco di incerta funzione e databili tra VI e VII secolo.

### Tempietto dei flamines Augustales
Sul lato meridionale del foro, in prossimità della domus dei mosaici, si trovano i resti archeologici dell'antico tempio romano dei flamines Augustales, che venne edificato in età imperiale (I secolo d.C.). Alcuni reputano che il luogo di culto pagano venne trasformato in epoca altomedievale in un luogo di culto cristiano, intitolato a San Silvestro, la cui esistenza è accertata a partire dal 765. Tale supposizione è data dalla presenza di un muretto a forma quasi semicircolare costruito sui livelli di crollo del tempietto, nonché dal rinvenimento di alcune sepolture negli strati tardoromani. Nonostante queste evidenze, è difficile riconoscere l'edificio di culto altomedievale dedicato a San Silvestro in questa porzione di abitato.

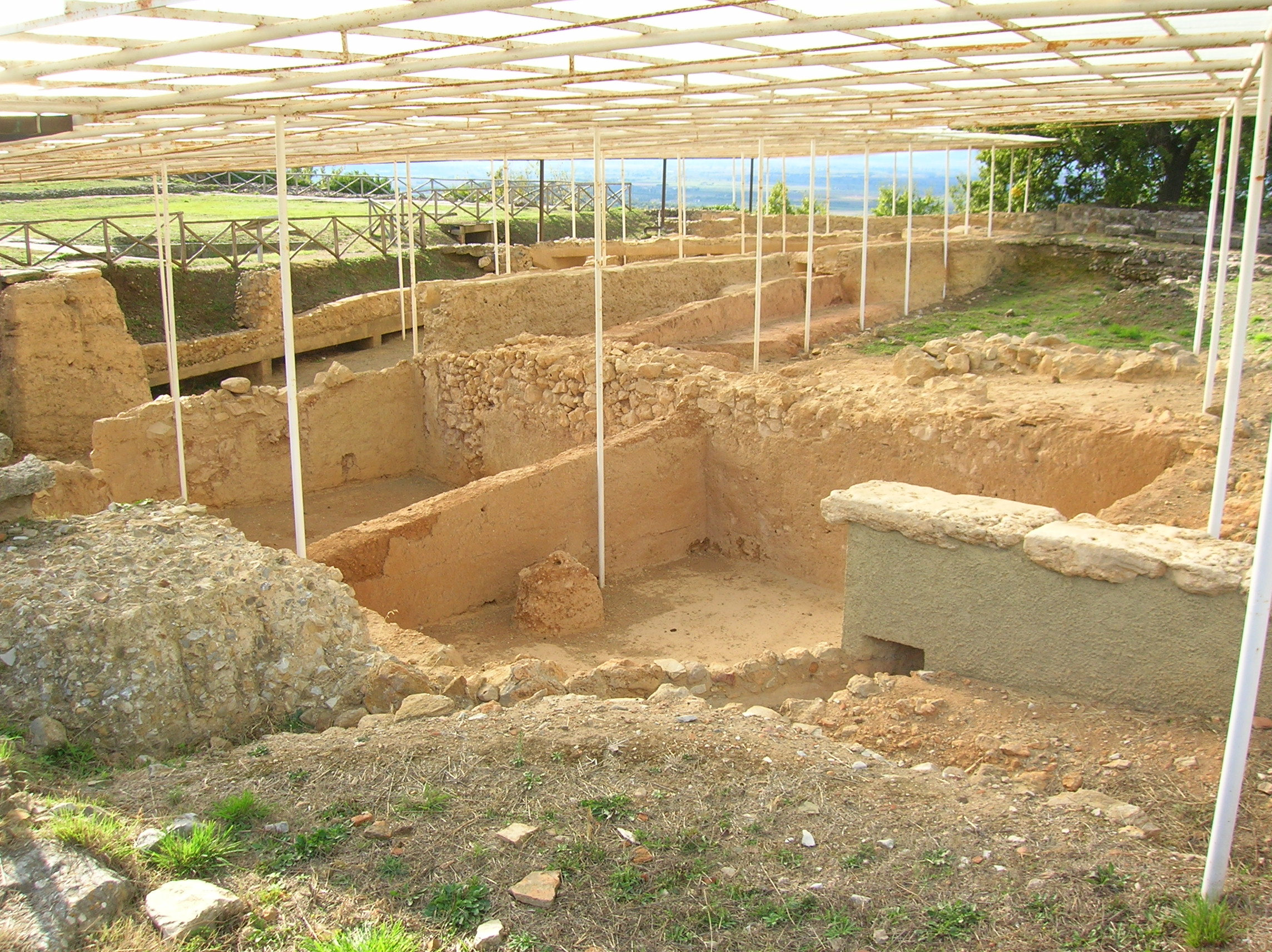
Gli scavi risalenti all'epoca etrusca.
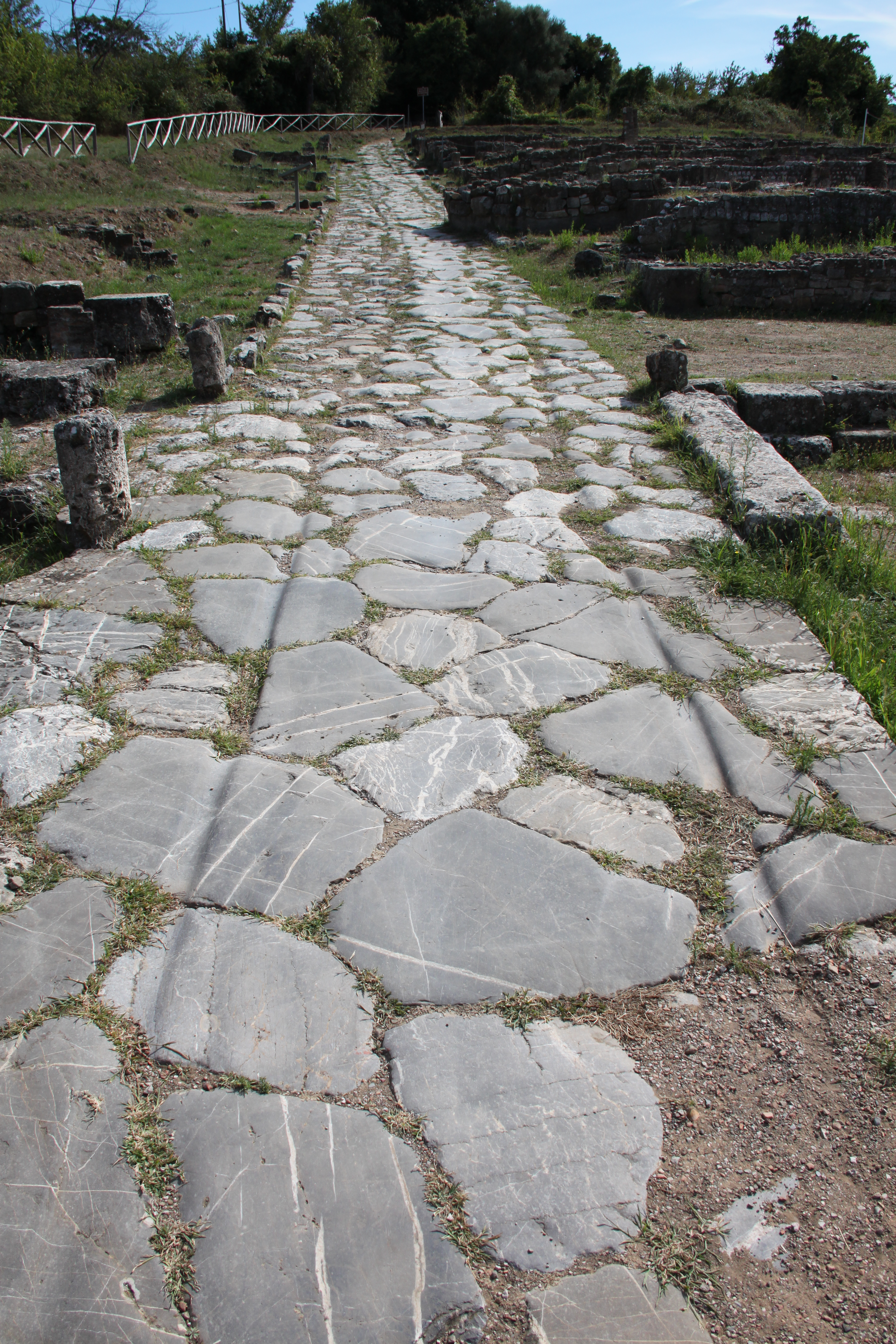
La strada romana: si notano ancora i segni delle ruote dei carri che vi passavano

### Terme

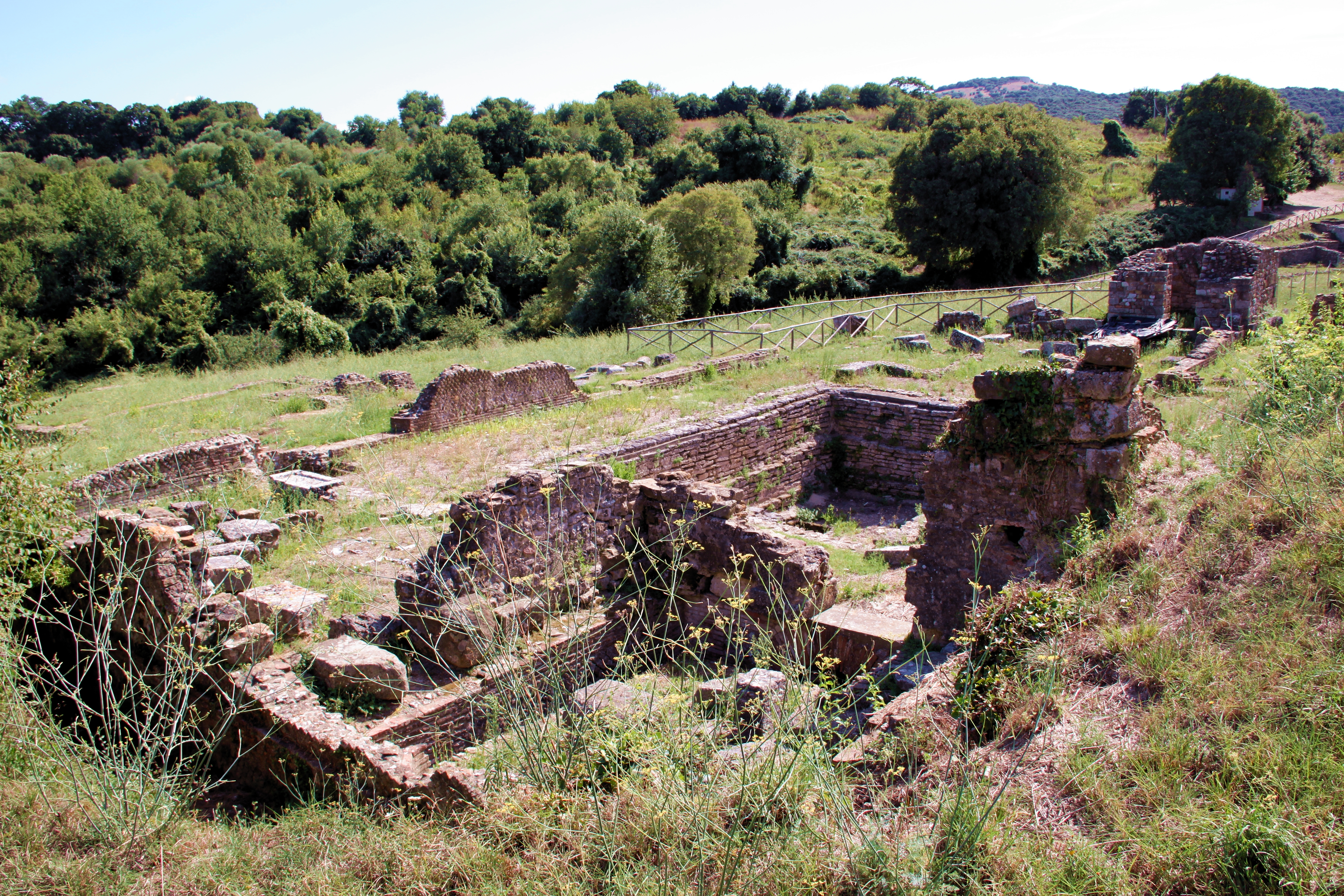
Il complesso termale

Alle pendici della collina Nord è stato rinvenuto un complesso termale di età romana, caratterizzato da murature che in alzato presentano la tecnica dell'opus reticulatum con zoccolo e ammorsature in laterizio, mentre in fondazione si ha l'opus caementicium.
La struttura è divisa in due settori, con una zona intermedia d angolature di non chiara estensione.
Il primo settore si estende nella porzione nord, dal perimetro quasi rettangolare, e si compone di lati lunghi rivolti in direzione est-ovest ed è imperniato intorno ad una vasca parallela rispetto ai perimetrali, di forma rettangolare. Questa parte richiama la pianta di una casa ellenistico-romana e proprio di un simile precedente edificio potrebbero far parte due muri rinvenuti ad ovest della vasca, assieme ad alcune murature della vasca stessa. Questa ha una profondità di 2,60 m con pareti rastremate verso l'alto per mezzo di tre riseghe rivestite di intonaco impermeabile.
Non è chiaro il sistema di canalizzazione delle acque, visto che se nella porzione nord-ovest si ha un esiguo canale di ingresso delle acque collegato a una serie di cunicoli sotterranei, nell'angolo sud si ha l'evidenza di un pozzetto di uscita non collegato a condotti.
Il secondo settore è caratterizzato da una pianta fortemente irregolare in cui si distinguono un vano con due nicchie al quale si accedeva tramite una doppia scaletta, un grande vano absidato nell'angolo sud-occidentale e un altro di estensione maggiore, immediatamente ad est. Lo stato di conservazione di quest'ultimo vano non ci permette di comprenderne la funzione originale, anche se si possono vedere tracce di suspensurae. Inoltre un complesso sistema di canalizzazioni, formato da cunicoli con fondo laterizio, pareti in opus mixtum e volte in opus caementicium assieme a elaborate arcate in laterizio, fa presupporre un uso termale del vano. Anche le dimensioni planimetriche, irregolari e ridotte, trovano confronti con altri edifici termali.
Le caratteristiche dell'opus mixtum impiegato per le strutture (con le ammorsature di laterizio disposte su cinque assise) proporrebbero una datazione tra l'ultimo quarto del I secolo d.C. ed il primo quarto del successivo.
Durante la fase di abbandono e crollo delle terme in età tardoantica è stato rinvenuto un fondo di capanna circolare databile tra il IV secolo e la fine del V secolo. Lo studio inedito di alcuni frammenti ceramici, una scodella e un vaso a listello di ingobbiata di rosso, provenienti dal riempimento di una buca perimetrale sposterebbero la datazione tra la fine del VI e la I metà del VII secolo.

### Basilica
Nel corso del primo Alto Medioevo si registra la costruzione di una basilica paleocristiana che si imposta sull'impianto termale ormai in disuso e spoliato. Seppure attenta soprattutto alle strutture romane sulle quali fu fondata la cattedrale, la planimetria della campagna degli anni quaranta riferiva puntualmente anche del colonnato che, ripetendo il presunto peristilio intorno alla piscina dell'impianto termale, scandiva in tre navate la chiesa, e della struttura fondata sulla serie di ambienti di servizio per chiuderne l'abside. II posizionamento delle basi di colonna delle navate non è congetturale, mentre rimane invece ipotetica la presenza di un colonnato anche sul lato breve, indiziato solo da una base di colonna.
L'area absidale era interamente coperta da una pavimentazione in blocchi lapidei, che, sulla scorta dei pochi ancora in situ, collocati sul pavimento musivo del vano termale, potrebbero essere riferiti, anche per la presenza, nell'area del complesso, di elementi che conservano modanature, al tempio della sottostante terrazza.
Se per l'angolo nord-orientale dell'area absidale la ricerca come fondazione delle superstiti strutture romane sembra costante e coerente, già dal rilievo del 1942 appariva evidente che la parete meridionale dell'abside prescinde dalla struttura romana, che viene ignorata, tanto che questa ha un andamento divergente da quello del complesso romano. Si deve dunque ragionevolmente concludere che quando nel corso dell'avanzato V secolo si decise di sfruttare quel che restava del complesso in disuso, probabilmente già ampiamente spoliato, la vasca della natatio, e le pareti perimetrali di questo ambiente, costituivano un deciso elemento condizionante, mentre altrettanto non si poteva dire per l'area destinata all'abside e alle strutture di servizio, una delle quali, la settentrionale, comunque accessibile solo dall'esterno. L'impianto di un'abside rettangolare, dotata di “sontuosa” pavimentazione in grandi blocchi lapidei, che, come emerge dalla relazione con le basi di colonna ne assicurava la decisa sopraelevazione rispetto alla navata centrale, non è dunque dovuto al condizionamento delle preesistenze monumentali, ma una precisa scelta iconografica. La cattedrale rosellana conserva l'impianto originario fino all'abbandono.

### Necropoli
La necropoli che si sviluppa intorno alla chiesa è organizzata per terrazze: le sepolture hanno una distribuzione dettata da distanze costanti e hanno una buona tecnica costruttiva.
Tagliano uno strato databile tramite sigillata africana e da ceramiche a gocciolature o a bande di ingobbio rosso e contengono corredi di VI e metà VII secolo.
Nel corso del VI secolo si ha la costruzione di un edificio, molto probabilmente una sepoltura privilegiata, in una zona a densa sepoltura infantile.
La chiesa subisce restauri e abbellimenti nel corso dell'VIII secolo, così come testimoniano elementi architettonici quali plutei, pilastrini di recinzione e un frammento di ciborio da collegarsi ad interventi da attribuire al magister Iohannes, così come ricorda un'epigrafe dedicatoria ora conservata presso il Podere il Serpaio, nell'entroterra rosellano.
Tra X e XI secolo la chiesa viene dotata di una possente torre, accessibile solo dall'interno della chiesa stessa.

## La cattedrale di Roselle
Costruita in epoca altomedievale fuori delle mura, si conservano i suoi resti archeologici nell'area di Poggio Mosconcino, in località La Canonica, tra l'antica civitas e il Tino di Moscona. Annessi alla chiesa vi sono anche i resti della canonica, che svolgeva la funzione di residenza vescovile fino al 1138, anno di trasferimento della diocesi rosellana a Grosseto. Dall'analisi dei resti, la chiesa si presentava imponente, a tre navate con transetto, abside semicircolare e campanile a sezione quadrata che si elevava al lato destro. Dopo il trasferimento della sede vescovile nel capoluogo maremmano proseguì con le funzioni plebane fino al periodo di transizione tra il tardo Medioevo ed il primo periodo rinascimentale.
Nell'area in cui sorgeva la cattedrale sono state rinvenute numerose tombe di epoca etrusco-romana.